# Volo Northwest Airlines 705
Il volo Northwest Airlines 705 era un volo di linea della Northwest Airlines operato il 12 febbraio 1963 da un Boeing 720. Poco dopo il decollo dall'Aeroporto di Miami subì un cedimento strutturale e precipitò nelle Everglades.

## L'aereo
Il velivolo coinvolto nell'incidente era un Boeing 720B con numero di registrazione N724US costruito nel luglio del 1961 e motorizzato da quattro Pratt & Whitney JT3D. Al momento dell'incidente aveva accumulato un totale di 4.684 ore di volo.
Il Comandante era Roy W. Almquist mentre il primo ufficiale era Robert J. Feller. Entrambi avevano i requisiti necessari per condurre il velivolo.

## L'incidente
Il giorno dell'incidente l'area attorno a Miami era caratterizzata da un fronte di maltempo lungo circa 250 miglia situato poco più a nord ovest della città. Il tetto di tale perturbazione era stimato attorno ai 30.000 piedi.
Anche in base alle informazioni pervenute dal Comandante del volo precedente, venne deciso di effettuare una manovra che consentisse di acquisire abbastanza quota per superare il fronte virando verso sud-est.
Successivamente al decollo il Boeing venne autorizzato a virare solamente verso sud-ovest poiché a sud e a sud-ovest c'erano in volo altri traffici. Alle 13:43 venne autorizzato a raggiungere FL250. Proprio durante le fasi iniziali di questa salita l'aereo iniziò a incontrare una pesante turbolenza per circa tre minuti. La velocità iniziò a oscillare tra 320 e 210 nodi. Arrivato a circa 17,500 piedi il Boeing incontrò un fortissimo vento ascendente che causò una brusca diminuzione della velocità da 270 a 215 nodi. Per evitare lo stallo i piloti spinsero in avanti la cloche in modo da abbassare il muso del velivolo. Durante questa manovra l'aereo venne sollecitato da un'accelerazione di -2.8G ed entrò in una veloce picchiata verso il suolo. Malgrado i tentativi di far alzare il muso del velivolo il Boeing continuò a perdere quota. Durante gli ultimi nove secondi registrati dal Flight Data Recorder la velocità raggiunse i 470 nodi.

## Le indagini
Per accertare le cause dell'incidente venne nominata una commissione di inchiesta da parte della CAB (Civil Aeronautics Board). In base all'analisi dei rottami venne accertato che il Boeing 720 iniziò a disintegrarsi in volo attorno al di sotto dei 10.000 piedi a causa delle sollecitazioni a cui la fusoliera era sottoposta (oltre -3.5G e 470 nodi). Il primo elemento a cedere fu lo stabilizzatore orizzontale.
L'inchiesta accertò che la causa più probabile fu la perdita di controllo da parte dei piloti causata dalla turbolenza incontrata durante la fase di salita.